# Speocera pallida
Speocera pallida là một loài nhện trong họ Ochyroceratidae. Loài này phân bố ở Oost-Afrika.